# Bahtiër Hudojnazarov
Bahtiër Hudojnazarov (in tagico Бахтиёр Худойназаров?, traslitterato dal russo come Bachtiër Chudojnazarov; Dušanbe, 29 maggio 1965 – Berlino, 21 aprile 2015) è stato un regista e sceneggiatore tagiko.

## Biografia
Nato nella RSS Tagica da una famiglia di origini uzbeke, si laurea alla VGIK di Mosca nel 1989. Nel 1991 dirige il suo primo lungometraggio, Bratan, che riceve diversi riconoscimenti a livello internazionale. Nel 1994 vince il Leone d'argento per la regia alla 50ª Mostra internazionale d'arte cinematografica di Venezia col successivo Pari e patta, ambientato e girato durante il periodo più caldo della guerra civile in Tagikistan. La consacrazione arriva nel 1999 con la commedia Luna Papa, interpretata da Čulpan Nailevna Chamatova e Moritz Bleibtreu. Ha lavorato abitualmente in Russia, vivendo tra Mosca e Berlino, dove è morto all'età di 49 anni dopo una lunga malattia.

## Filmografia
- Šutniki – cortometraggio (1986)
- Sobač'ja ochota – cortometraggio (1987)
- Veriš' - ne veriš' – mediometraggio (1988)
- Bratan (1991)
- Pari e patta (Koš ba koš, 1993)
- Luna Papa (Lunnyj papa, 1999)
- Shik - Il vestito (Šik, 2003)
- Tanker Tango (2006)
- V ožidanii morja (2012)